# Nuci
Nuci é uma comuna romena localizada no distrito de Ilfov, na região de Muntênia. A comuna possui uma área de 52.13 km² e sua população era de 2836 habitantes segundo o censo de 2007.